# Luci Papiri
Luci Papiri (en llatí Lucius Papirius) va ser un orador romà nascut a Fregellae, en temps de Tiberi Semproni Grac, el pare dels dos tribuns, al segle ii aC. Formava part de la gens Papíria, una antiga família romana.
Va ser considerat un dels més eloqüents oradors del seu temps. Ciceró parla d'un discurs que Papiri va fer davant del senat en nom dels habitants de Fregellae i de les colònies llatines. Si aquest discurs es va fer quan Fregellae es va revoltar l'any 125 aC, Papiri hauria estat un home molt vell, ja que Tiberi Grac va ser cònsol per segona vegada l'any 163 aC. Però pot ser que el discurs faci referència a algun esdeveniment anterior que no es coneix.